# Kamala Kaul Nehru
Kamala Kaul Nehru (Delhi 1 d'agost de 1899 – Lausana 28 de febrer de 1936) va ser una lluitadora per la independència, esposa de Jawaharlal Nehru (líder del Congrés Nacional Indi), el primer primer ministre d'Índia i mare d'Indira Gandhi, que ocuparia el mateix càrrec. El seu net Rajiv Gandhi també va ser primer ministre de l'Índia durant un període de 5 anys.

## Primers anys
Va néixer l'1 d'agost de 1899 i va ser criada per una família de classe mitjana, d'ascendència de bramans de Caixmir de Delhi. Els seus pares van ser Rajpati i Jawaharmal Kaul; Kamala, el seu fill gran, va tenir dos germans, Chand Bahadur Kaul i el botànic, Kailas Nath Kaul, i una germana, Swaroop Kathju. Tota la seva escolarització va ser a casa, sota la guia d'un Pandit i un Maulvi, i en aquells temps no sabia parlar ni escriure anglès.

## Matrimoni
Kamala es va casar amb Jawaharlal Nehru a l'edat de 17 anys. El seu marit va viatjar a l'Himàlaia poc després del seu matrimoni. En la seva autobiografia, Jawaharlal Nehru, en referència a la seva esposa, va declarar que "gairebé no li va fer cas." Kamala va donar llum a la seva primera filla al novembre de 1917, Indira Priyadarshini, que més tard va succeir al seu pare com a primer ministre i cap del Congrés Nacional Indi. L'any 1924 va donar a llum al seu segon fill, però el nen va viure amb prou feines una setmana.

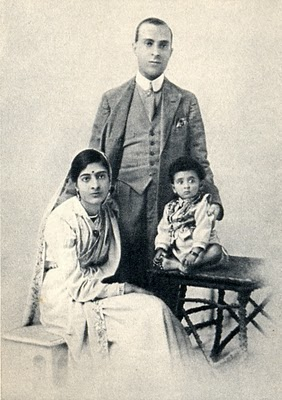
Nehru l'any 1918 amb la seva esposa Kamala i filla Indira

## Contribució al Moviment d'Independència de l'Índia
Kamala va estar involucrada amb el moviment nacional dels Nehru i va prendre en ocasions un paper protagonista. En els moviments de no cooperació de 1921, va organitzar grups de dones a Allahabad i van vigilar les tendes que venien licor i tela estrangera. Quan el seu marit va ser arrestat per impedir que donés un discurs públic sediciós, ella va fer el discurs en el seu nom. Els britànics aviat es van adonar de l'amenaça que Kamala Nehru i la popularitat que havia adquirit en diversos grups feministes de l'Índia. Va ser arrestada en dues ocasions per la seva implicació en activitats de lluita per la Independència.
Kamala Nehru va passar un temps al àixram de Gandhi amb Kasturba Gandhi, on va iniciar una bona amistat amb Prabhavati Devi, l'esposa de Jayaprakash Narayan.

## Mort i llegat
Kamala va morir de tuberculosi a Lausana, Suïssa el 28 de febrer de 1936, amb la seva filla i la seva sogra al seu costat. Segons la versió oficial, mentre Kamala vivia a Praga, va caure malalta de manera brusca, i posteriorment el seu marit Jawaharlal Nehru va ser empresonat a l'Índia. L'activista independentista indi Subhas Chandra Bose va cuidar de Kamala i la va portar a Viena, on va seguir els seus tractaments. Posteriorment va ser traslladada a Lausana, on va morir. Subhash Bose havia estat al seu costat durant un llarg període, i la va manar incinerar en el crematori de Lausana. Una gran quantitat d'institucions de l'Índia, com el Memorial Hospital Kamala Nehru & Centre de Càncer Regional, la Universitat Kamala Nehru, Universitat de Delhi, la Universitat Vespertina Kamala Nehru de Bangladesh, el Parc Kamala Nehru, l'Institut tecnològic Kamala Nehru (Sultanpur), el Kamala Nehru Polytechnic (Hyderabad) porten el seu nom en honor seu de forma pòstuma.